# Дэвис, Джон Эдвард
Джон Э́двард Дэ́вис (англ. John Edward Davis; 18 апреля 1913 года, Миннеаполис — 12 мая 1990 года, Рэнчо-Мираж) — американский военный и политик. 25-й губернатор Северной Дакоты (1957—1961). Подполковник Армии США. Член парамасонской организации Shriners. Член Благотворительного и защитного ордена лосей (с 1959). Член Республиканской партии США.

## Ранняя жизнь
Родился в Миннеаполисе в семье Джеймса и Хелен Дэвис. Через десять дней после его рождения его семья переехала в Гудрич. Проучившись несколько лет в средней школе в Фарго, в 1931 году он окончил среднюю школу Бисмарка. Той же осенью он поступил в Университет Северной Дакоты в Гранд-Форксе. Во время учёбы в университете он состоял в студенческом братстве Beta Theta Pi и был курсантом Корпуса подготовки офицеров резерва, от которого состоял в университетском обществе «Ножны и клинок». В 1935 году Дэвис получил степень бакалавра наук в области коммерции и произведён в чин младшего лейтенанта в Резерве армии США. Он вернулся к Гудрич и взял на себя управление ранчо и фермой своей семьи.

## Вторая Мировая война
В мае 1941 года он был призван на действительную военную службу и по прибытии в Форт Снеллинг он был отправлен в лагерь Робинсона, где позже стал командиром роты С 1-го батальона 134-го пехотного полка. В этой должности он проходил боевое дежурство на Европейском театре военных действий, где получил медали «Серебряная звезда», «Бронзовая звезда» и знак «Пурпурное сердце». 31 июля 1945 года он, дислоцируясь в учебном центре в Кэмп—Мак-кое, был уволен из армии.

## Политическая карьера
В 1946 году был избран мэром Мак-Класки и проработал на этом посту до выборов в Сенат Северной Дакоты в 1952 году, на которых он победил. В Сенате он работал до 1956 года, когда после состоявшихся первичных выборов и где он одержал победу над вице-губернатором штата Рэем Шнеллом, был выдвинут республиканцами кандидатом на пост губернатора. На осенних выборах он победил демократического кандидата Уоллиса Уорнера, набрав 58.46 % против 41.54 %. В 1958 году он был переизбран но пост губернатора, набрав 53.10 %  против 46.90 % — у оппонента-демократа Джона Лорда. В 1960 году он участвовал в работе Республиканского национального съезда. В том же году на дополнительных выборах он баллотировался в Сенат США, но с незначительным отставанием, набрав 49.19 % против 49.72 %, проиграл демократу Квентину Бёрдику. В 1964 году стремясь баллотироваться повторно, он участвовал на республиканских первичных выборах, но проиграл их Томасу Клэппе. В 1966 году он был удостоен премии сиу — высшей награды Ассоциации выпускников Университета Северной Дакоты. С 1966 по 1967 год был избрался национальным командующим Американского легиона и в 1969 году Президентом США Ричардом Никсоном был назначен директором Управления гражданской обороны. После выхода на пенсию в 1976 году он был награждён медалью Министерства обороны США «За службу».

## Дальнейшая жизнь
В 1977 году Дэвис вернулся в Северную Дакоту, чтобы управлять семейным ранчо и Первым национальным банком города Мак-Класки. В 1978 году он получил премию Великой Северной Дакоты от Ассоциации Великой Северной Дакоты. Он был членом одной из масонских лож штата, состоял в дополнительных степенях Древнего и принятого шотландского устава, парамасонской благотворительной организации Shriners и Elks. Он умер 12 мая 1990 года в Рэнчо-Мираж. Был похоронен на кладбище «Фэйрвью» в Бисмарке.

## Личная жизнь
Женился на Полин Хантли в 1938 году, от которой у него было трое детей: Джон, Ричард и Кэтлин. Развёлся после сорока лет брака в 1978 году и в 1980 году женился на Мэрилин Уэстли.
В сексуальной ориентации принадлежал к натуралам.